# پزشک قلابی
پزشک قلابی (لهستانی: Znachor) یک فیلم درام لهستانی به کارگردانی یژی خوفمن است که در سال ۱۹۸۲ منتشر شد.

## گزیدهٔ بازیگران
- یژی بینچیتسکی
- آنا دیمنا
- برنارد وادیش
- پیوتر گرابوفسکی
- آرتور بارچیش
- بوژنا دیکل
- ایگور اشمیاووفسکی
- آندژی کوپیچینسکی
- پیوتر فرونچوسکی
- یژی ترلا
- گوستاو لوتکیه‌ویچ
- آندژی شالافسکی
- آرکادیوش بازاک
- ووجیمیش آدامسکی
- توماش اشتوکینگر